# Ray McAnally
Ray McAnally (* 30. März 1926 in Buncrana, Irland; † 15. Juni 1989 im County Wicklow, Irland) war ein irischer Schauspieler. Besondere Bekanntheit erreichte er mit den Filmen Mission, Mein linker Fuß und der Verfilmung von Alan Platers A Very British Coup.

## Leben und Karriere
Ray McAnally wurde 1926 in Buncrana, einer Stadt auf der irischen Halbinsel Inishowen im County Donegal, als Sohn eines Bankangestellten geboren. Im Alter von 18 Jahren besuchte er das St. Eunan’s College in Letterkenny, verließ das Seminar aber nach kurzer Zeit wieder, als ihm klar wurde, dass das Priesteramt nicht seine Berufung war. Stattdessen ging er 1947 ans Abbey Theatre in Dublin, wo er die Schauspielerin Ronnie Masterson kennenlernte und kurz darauf heiratete.
Gemeinsam gründeten sie die Old Quay Productions, mit der sie während der 1960er- und -70er Jahre eine Reihe von klassischen Stücken aufführten. Sein Theaterdebüt gab er 1962 mit A Nice Bunch of Cheap Flowers. Als George trat McAnally in Edward Albees Wer hat Angst vor Virginia Woolf? an der Seite von Constance Cumings im Piccadilly Theatre auf.
Obwohl sein Gesicht auch durch das Fernsehen bekannt war, wo er regelmäßig in Krimiserien wie Mit Schirm, Charme und Melone, Man in a Suitcase und Strange Report auftrat, blieb er vorwiegend dem Theater treu und spielte hauptsächlich am Abbey Theatre. In den letzten zehn Jahren seines Lebens wurde sein Wirken in Film und Fernsehen durch diverse Preisen gewürdigt. Für seine Darstellung des Kardinals Altamirano in Mission erhielt er einen BAFTA Award und für seine Rolle als Richard Thomas Pym in dem Fernsehmehrteiler A Perfect Spy nach dem gleichnamigen Roman von John le Carré einen RTS Television Award.
1988 gewann er einen zweiten BAFTA Award für seine Darstellung in A Very British Coup. Dieser Film brachte ihm außerdem einen Jacob’s Award ein. Im selben Jahr spielte er die Rolle des Jack the Ripper in der gleichnamigen Fernsehverfilmung an der Seite von Michael Caine. In seinem letzten Lebensjahr spielte er den Vater des Malers Christy Brown in dem oscarprämierten Film Mein linker Fuß, wofür er 1990 postum seinen dritten BAFTA-Award erhielt.
Am 15. Juni 1989, im Alter von 63 Jahren, starb Ray McAnally an einem Herzinfarkt in seinem Haus, das er mit der Schauspielerin Britta Smith bewohnte (zu dieser Zeit war er bereits seit mehreren Jahren von Ronnie Masterson geschieden). McAnally war Vater von vier Kindern. Sein Sohn Aongus trat in seine Fußstapfen und wurde Fernsehansager, seine Tochter Maire trat dem Orden der Dominikanerinnen bei.

## Auszeichnungen und Nominierungen

### Erhaltene Auszeichnungen
- 1987: Evening Standard British Film Award / Bester Darsteller / Mission
- 1987: British Academy Film Award / Bester Nebendarsteller / Mission
- 1988: RTS Television Award / Bester männlicher Darsteller / A Perfect Spy
- 1989: British Academy Television Award / Bester Darsteller / A Very British Coup
- 1989: Jacob’s Award / Bester Darsteller / A Very British Coup
- 1990: British Academy Film Award / Bester Nebendarsteller / Mein linker Fuß (Postum verliehen)

### Nominierungen
- 1988: British Academy Television Award / Bester Darsteller / A Perfect Spy

## Filmografie (Auswahl)
- 1957: Professor Tim
- 1958: Die schwarzen Teufel von El Alamein (Sea of Sand)
- 1959: Ein Händedruck des Teufels (Shake hands with the devil)
- 1961: Ein Mann geht seinen Weg (The Naked Edge)
- 1962: Die Verdammten der Meere (Billy Budd)
- 1968: Der Mann mit dem Koffer (Man in a Suitcase) (Fernsehserie, 1 Folge)
- 1969: Krieg im Spiegel (The Looking Glass War)
- 1971: Auf der Suche nach Liebe (Quest for love)
- 1972: Angst ist der Schlüssel (Fear is the key)
- 1980: Verrat in Belfast (The Outsider)
- 1982: Straße der Angst (Angel)
- 1986: Mission (The Mission)
- 1987: Die letzten Tage in Kenya (White Mischief)
- 1987: Das vierte Protokoll (The Fourth Protocol)
- 1987: A Perfect Spy
- 1988: Ein Mann wie Taffin (Taffin)
- 1988: A Very British Coup (TV)
- 1988: Jack the Ripper – Das Ungeheuer von London (Jack the Ripper) (Fernsehfilm)
- 1989: Mein linker Fuß (My Left Food: The Story of Christy Brown)
- 1989: Wir sind keine Engel (We‘re no Angels)